# オレンブルク・ムスリム宗務局
オレンブルク・ムスリム宗務局（ロシア語：Оренбургское магометанское духовное собрание）は、1788年にエカチェリーナ2世の勅令により設立された、ロシアで最初の公的なムスリム組織を指す。

## 名称
宗務局の長は、ムフティー（ロシア語：муфтий、トルコ語：müftü）と呼ばれたため、しばしばムフティー局（ロシア語：муфтият、トルコ語：müftülük）と呼ばれることがある。
また、当初はウファに設置されたため、しばしばウファ・ムスリム宗務局として言及される。

## 職掌
宗務局は、ロシア帝国内のムスリム社会に対して、以下のような権限を有していた。
- イスラームの宗教者に対するイスラーム法の試験の実施
- ムスリムの宗教活動の監督
- モスクの建設、修繕
- 結婚、相続の裁定
- ワクフの管理、紛争の調停
- 各街区における儀礼の実施、人籍簿の作成（1828年から）

## 組織構成
宗務局は、組織の長であるムフティーの他、以下のような役職をもつ宗教者で構成されていた。
宗教者の役職名は、本来のイスラームにおける用法とは異なる意味で用いられていたことに留意する必要がある。

### ムフティー
ムフティーは宗務局の長であり、事務局として、5-6名のカーディーの他、書記、通訳を置いていた。
ムフティーは任命職であり、カザン・タタール人の一般ムッラーの中から、事前に候補者が選定され政府に任命された。
歴代ムフティーは以下の通り。
- ムハメドジャン・フサイノフ (1788-1824)
- ガブデュッサラム・ガブドラヒモフ (1825-1840)
- ガブデュルヴァヒド・スレイマノフ (1840-1862)
- サリムガレイ・テヴケレフ (1865-1885)
- ムハンメディヤル・スルタノフ (1885-1915)

### ムフタスィブ
ムスリム社会の名士から2-5名が、ムフタスィブとして選定された。

### ムタワッリー
各街区のムッラー、ムアッジン、モスクの出納係の中からムタワッリーが選定された。

## 管轄範囲
オレンブルク・ムスリム宗務局は、タヴリダ・ムスリム宗務局、およびザカフカス・ムスリム宗務局が管轄するタヴリダ県、西部諸県、およびザカフカス地方を除いた全ロシアを管轄地域としていた。オレンブルク・ムスリム宗務局の管轄地域内の信徒、宗教職者の数は以下のように推計されている。
- 1889年
  - 街区数：4,254
  - 信徒数 ：300-400万人
  - 宗教者数
    - アフン：65名
    - ハティープ ：2,734名
    - ムダッリスおよびイマーム：2,621名
    - ムアッジン：2,783名

- 1912年
  - 街区数：5,771
  - 信徒数：400-500万人
  - 宗教者数：12,341名